# 15. vestlige længdekreds
Den 15. vestlige længdekreds (eller 15 grader vestlig længde) er en længdekreds, der ligger 15 grader vest for nulmeridianen. Den løber gennem Ishavet, Grønland, Island, Atlanterhavet, Afrika, det Sydlige Ishav og Antarktis.